# Щедов Віталій Володимирович
Віталій Володимирович Щедов (31 липня 1987, Сімферополь) — український трековий велогонщик, представник національної збірної України у другій половині 2000-х років. Срібний призер чемпіонату світу в командній гонці переслідування, переможець і призер етапів Кубку світу, учасник літніх Олімпійських ігор в Пекіні. Заслужений майстер спорту України.

## Біографія
Віталій Щедов народився 31 липня 1987 року в місті Сімферополі Кримської області Української РСР. Проходив підготовку в сімферопольській Спеціалізованої дитячо-юнацькій спортивній школі олімпійського резерву з велоспорту № 1, в різний час був підопічним таких фахівців як В. В. Черченко, Л. Н. Полатайко, В. В. Клімов, Р. В. Кононенко.
Вперше заявив про себе в 2004 році, коли увійшов до складу української національної збірної та побував на чемпіонаті Європи серед юніорів, де завоював золоті медалі відразу в двох дисциплінах: індивідуальній гонці переслідування і командній гонці переслідування. 
На європейській юніорській першості 2005 року в Італії став в індивідуальному переслідуванні другим.
Першого серйозного успіху на дорослому міжнародному рівні досяг в сезоні 2006 року, вигравши в командному переслідуванні срібну і бронзову медалі на етапах Кубку світу в Сіднеї.
У 2007 році здобув перемогу на етапі Кубку світу в Лос-Анджелесі і виступив на трек чемпіонаті світу в Пальма-де-Мальорка, де спільно з Любомиром Полатайком, Максимом Поліщуком і Віталієм Попковим завоював в командній гонці переслідування срібну медаль - у фіналі їх обійшли тільки спортсмени з Великої Британії.
Завдяки низці вдалих виступів отримав право захищати честь країни на літніх Олімпійських іграх 2008 року в Пекіні - стартував в командному переслідуванні, разом з Любомиром Полатайком, Максимом Поліщуком і Володимиром Дюдею розташувався в підсумковому протоколі на дев'ятій позиції. Також в цьому сезоні додав в послужний список ще кілька медалей з Кубка світу, став чемпіоном Європи серед андеров в індивідуальному переслідуванні.
Після пекінської Олімпіади залишився в складі трекової збірної України і продовжив брати участь в найбільших міжнародних змаганнях. Так, в 2010 році був кращим на етапі Кубка світу в Китаї і виграв загальний залік світового кубка, виступив на чемпіонаті світу в Данії, де посів шосте місце в індивідуальному переслідуванні, п'яте місце в командному переслідуванні і дев'яте місце в омніуме.
За видатні спортивні досягнення удостоєний почесного звання «Заслужений майстер спорту України».